# Plazma (film)
Plazma lub Blob - Zabójca (ang. The Blob) – amerykański horror z 1988 roku w reżyserii Chucka Russella. Wyprodukowany przez TriStar Pictures. Remake filmu Blob, zabójca z kosmosu z 1958 roku.

## Opis fabuły
W pobliżu Arboville spada meteoryt. Z jego wnętrza wydobywa się galaretowata substancja. Pierwszą jej ofiarą pada bezdomny. Plazma rozprzestrzenia się błyskawicznie, pożerając wszystko, co spotka na swojej drodze. Wśród walczących o przetrwanie jest zbuntowany Brian (Kevin Dillon).

## Obsada
- Kevin Dillon jako Brian Flagg
- Shawnee Smith jako Megan „Meg” Penny
- Donovan Leitch jako Paulinus „Paul” Taylor
- Jeffrey DeMunn jako szeryf Herbert „Herb” Geller
- Candy Clark jako Francine „Fran” Hewitt
- Joe Seneca jako doktor Christopher Meddows
- Del Close jako Jacob Meeker
- Paul McCrane jako William „Bill” Briggs
- Robert Axelrod jako Jennings
- Beau Billingslea jako Moss Woodley
- Douglas Emerson jako Edward „Eddie” Beckner
- Jamison Newlander jako Anthony Beckner

i inni